# Regionalväg 100

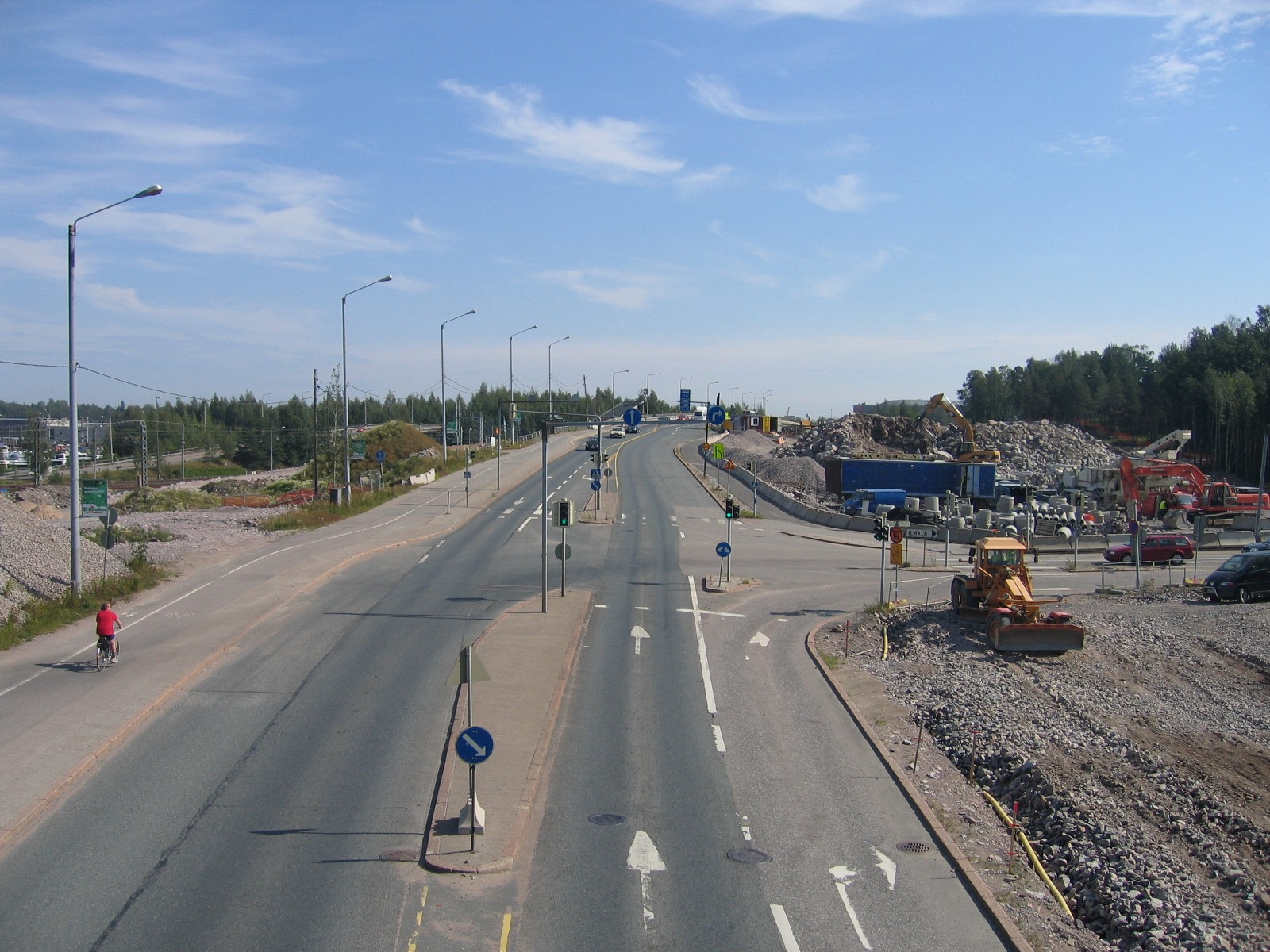
Ilmala korsning byggs om till planskild, arbetena i augusti 2007

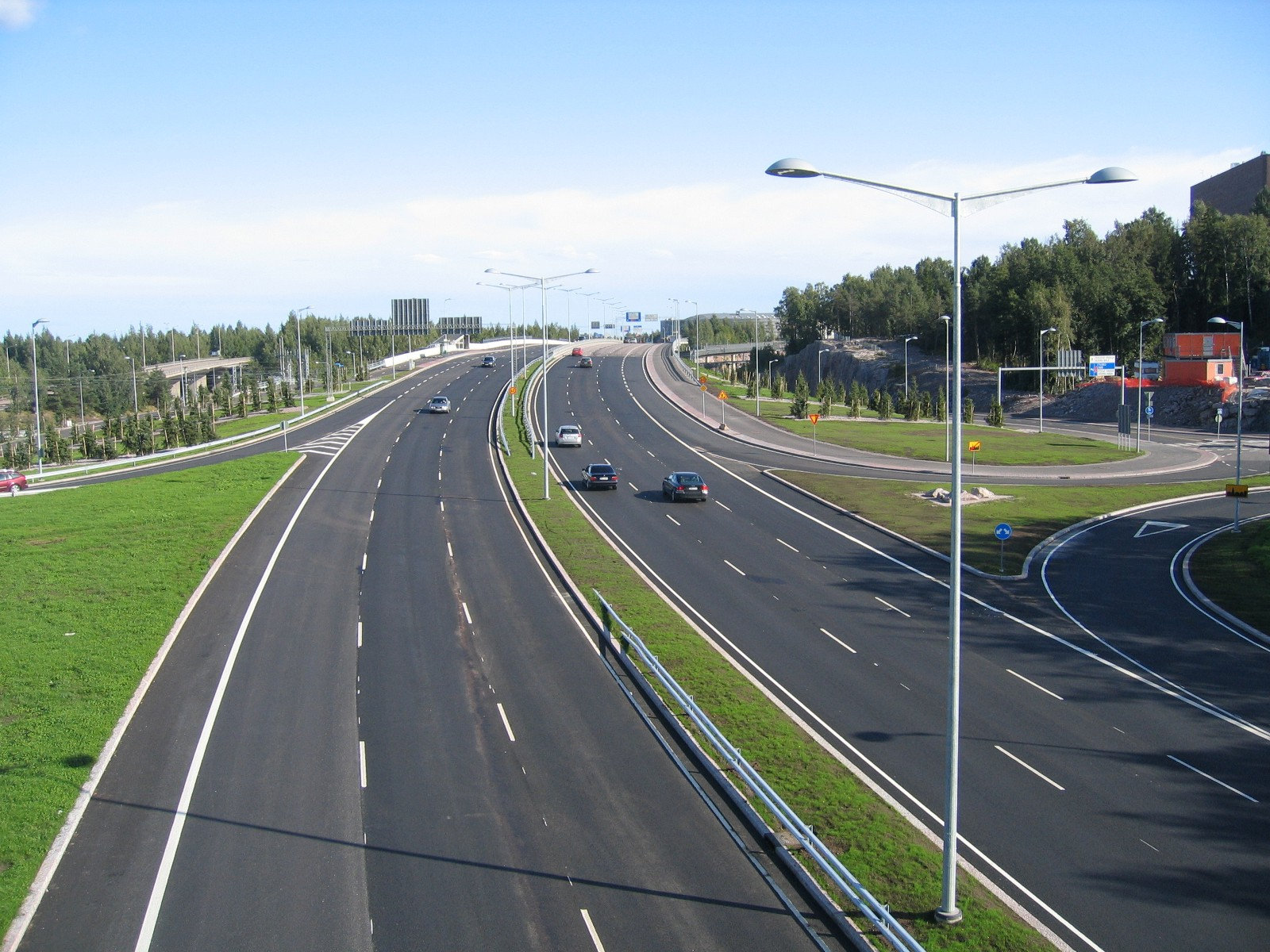
Ilmala korsning efter ombyggnaden i september 2009

Regionalväg 100, med gatunamnet Skogsbackavägen (fi. Hakamäentie), är en viktig tvärförbindelse norr om Helsingfors centrum. Leden har 3+3 eller 2+2 filer och är cirka 3 km lång, varav 350 meter går i tunnel. Regionalväg 100 är en del av den kommande Böleleden.
Skogsbackavägen sträcker sig från slutet av Tavastehusleden (Riksväg 3) till Tusbyleden (Stamväg 45). Den går från stadsdelarna Haga via Ilmala, Västra och Östra Böle till Kottby. Skogsbackavägens västra slutända ligger i samma planskilda korsning där Mannerheimvägen som leder in till Helsingfors centrum, Tavastehusleden som leder norrut och Vichtisvägen som leder mot nordväst möts. Skogsbackavägen är byggd på flera broar som är går över Kustbanan, Stambanan och stickspåren till Ilmala bangård. En bro har också byggts över en dal med friluftsstråk som hör till Helsingfors centralpark. Skogsbackavägen passerar Hartwall Areena och Ilmala järnvägsstation, till vilken leder trappor ner från Skogsbackavägens bro. Skogsbackavägen öppnade för trafik 1976, då som tvåfilig. Redan i planeringsskedet förberedde man sig på att vägen senare skulle bli fyrfilig, vilket förverkligades år 2009 då vägen öppnade med 3+3 och tidvis 2+2 filer. Vägen trafikerades i början av 2000-talet av 34 000 fordon per dygn och trafiken beräknas öka till 50 000 år 2020.

## Utbyggnaden av Skogsbackavägen 2006-2009
Skogsbackavägen byggdes ut till en väg med 2+2/3+3 körfiler, planskilda korsningar och bussfiler mellan Labbackavägen och Vichtisvägens korsning till Backasgatan åren 2006-2009. Vägens alla korsningar: Mannerheimvägens, Ilmala, Lokvägens och Bangårdsvägens korsningar byggdes om till planskilda. Också den 320 meter långa Stenhagens tunnel vid Brunakärrs bussdepå under Mannerheimvägen ingick i projektet. Projektets mål var att förbättra framkomligheten och trafiksäkerheten. Buller bekämpas genom att ca 3 kilometer bullervallar och -staket byggdes. Förbättringsprojektet kostade 100 miljoner euro, varav finska statens andel var 66 procent och Helsingfors stads 34 procent. 

## Böleleden
Böleleden (finska Pasilanväylä) är en planerad motorvägsliknande led genom Helsingfors, som skulle förena Åboleden med Lahtisleden. Enligt planerna utgör Skogsbackavägen den mellersta delen av Böleleden. Då skulle Åboledens och Lahtisledens trafik delvis ledas via Skogsbackavägen i stället för gatunätet. Förutom avsnittet på den nuvarande Skogsbackavägen planeras största delen av den 7,5 km långa Böleleden att gå under markytan. Projektet innehåller tre tunnlar och en fortsättning av Hermanstads strandväg med en tunnel som korsar Böleleden planskilt i tunneln. Böleledens vägnummer är regionalväg 100. Ett relaterat projekt är att flytta Tusbyledens början från Backasgatan till Lokvägen.
Böleledens preliminära generalplan blev klar 1987. Själva generalplanen gjordes åren 1989–1992. I huvudstadsregionens trafikplan (PLJ2007) har projektet placerats till tidsramen 2016–2030. 2009 beslöt Nylands miljöcentral att en miljökonsekvensbedömning bör göras och också den delvis föråldrade vägplanen kommer att uppdateras. Böleleden finns inritad både i Helsingfors generalplan och i Nylands landskapsplan.

## Avfarter
|                             | Nr | Trafikplats                            | Korsande väg           | Skyltning                |
| --------------------------- | -- | -------------------------------------- | ---------------------- | ------------------------ |
| 100 Stadsmotorväg (3+3/2+2) |    |                                        |                        |                          |
|                             |    | Mannerheimvägens planskilda anslutning | E 12 3 Tavastehusleden | Centrum, Tammerfors, Åbo |
|                             |    | Stenhagens tunnel                      | längd 320 m            | öppnades 2009            |
|                             |    | Ilmala planskilda anslutning           | Ilmalagatan            | Norra Böle, Ilmala       |
|                             |    | Lokvägens planskilda anslutning        | Lokvägen               | Västra Böle              |
|                             |    | Bangårdsvägens planskilda anslutning   | Bangårdsvägen          | Östra Böle               |
|                             |    |                                        | 45 Tusbyleden          | Centrum, Tusby           |
| Fortsätter som Forsbyvägen  |    |                                        |                        |                          |